# Архитектура сецесије
Архитектура сецесије је правац који се јавља око 1880.године у Енглеској. Утицао је на рану модерну, дело Баухауса (сарадња уметности и индустрије) и припремио је тло за функционализам. Од 1914. године се угасила и неки архитекти су прешли и изградили се у примени модерне.

## Циљеви сецесије
Циљеви су били стварати нови стил у уметности и архитектури који би деловао органски и био ослобођен од доба историцизма и еклектицизма. Овај стил је последњи стил који се пројављивао и деловао на све правце у уметности у сликарству вајарству, музици и архитектури.

## Водећи центри
Сецесија се развијала и њени центри су били: Шкотска, Белгија, Француска Париз и Нант, Немачка Минхен и Дармштат, Аустрија Беч, Италија, Шпанија, Њујорк, Русија, Пољска, Холандија, Скандинавија, Чешка република...

## Главни знаци сецесијских објеката
- линија и крива
- биљни орнаменти
- декоративност
- просторна привидна бестежинскост
- прозирност
- изражајни скелетни систем конструкција

Често градитељи сецесије нису били архитекти већ сликари па ипак се сецесија одликује новим схватањима о простору у којима се негирају и одбијају елементе еклектичне архитектуре, историзујућих стилова и управљају се законима конструкције и употребљавају нове грађевинске конструкције челика, гвожђа, бетона и стакла.
За главне знакове сецесије сматра се орнаментика и примењују се необичне боје те се естетски користе различити материјали. Сецесни орнамент изјашњава посебан квалитет сецесног осећања. Сецесна линија је валовито развијана кривуља која изазива осећање покрета у површини у којој је монотонија спречена употребом боја. Она тражи необичне боје и слаже их по принципима хармоније и контраста. Сецесија се окреће равно ка природним формама у орнаменту као што су лист, цвет и животињски мотиви.

## Значајни представници
- Антонио Гауди (Antoni Gaudí)
- Јан Котера (Jan Kotěra)
- Рихард Раимершмит (Richard Riemerschmid)
- Елијел Саринен (Eliel Saarinen)
- Фјидор Осипович Шехтел (Fjodor Osipovič Šechtě)
- Хенри ван де Велде (Henry van de Velde)
- Ото Вагнер (Otto Wagner)
- Френк Лојд Рајт (Frank Lloyd Wright)

## Галерија сецесије у архитектури
- Изложбени павиљон - Бечка сецесија
- Вила Хелиус у Барселони
- Кућа у Прагу
- Кућа у Кијеву
- Кућа у Гронингену